# Paulette Merval
Pour les articles homonymes, voir Riffaud et Merval (homonymie).
Paulette Merval (pseudonyme de Paulette Riffaud), née le 3 novembre 1920 à La Roche-Chalais et décédée le 21 juin 2009 à Bordeaux, est une chanteuse d'opérette des années 1950 à 1970, qui partageait le plus souvent l'affiche avec celui qui était son mari à la ville, Marcel Merkès. Ensemble, ils assurèrent environ 11 000 représentations, principalement au Théâtre Mogador (Paris). Le duo est également très présent à la télévision dans les émissions de variétés, très en vogue entre les années 60 et 80.

## Biographie
Les parents de Paulette habitaient Aubeterre-sur-Dronne dans le sud de la Charente.
Dans sa jeunesse, Paulette Riffaud fréquente l'Ecole Castel-Marie à Chalais (Charente)
Précoce, Paulette Merval étudie le violon et le chant au Conservatoire de Bordeaux, grâce à une dispense en raison de son jeune âge. C'est là qu'elle rencontre son futur époux, Marcel Merkès, une rencontre décrite comme un coup de foudre. Ils se marient en 1939. En 1944 elle achève ses études musicales et remporte un prix d'opérette.
La carrière commune du « couple numéro un de l'opérette » débute véritablement après la Seconde Guerre mondiale, le 22 mars 1947, avec Rêve de valse (Ein Walzertraum), une opérette viennoise composée par Oscar Straus en 1907. 
Elle fait sa dernière apparition publique à la Salle Pleyel en 1994.
Paulette Merval avait cessé toute activité et toute apparition publique après la disparition de son mari en 2007. Elle meurt à Bordeaux le 21 juin 2009 à l'âge de 88 ans.
Leur fils Alain Merkès, poursuit également une carrière de chanteur.

## Voix
Les biographes célèbrent sa beauté et son allure, « un timbre de voix intrinsèquement plus mince [que celui de Marcel Merkès], une émission très frontale – qui n'était pas rare à l'époque, avec des nasales très ouvertes –, mais un chant et une diction parfaits ».

### Filmographie
- 1957 : Trois de la marine, de Maurice de Canonge
- Marcel Merkès, Paulette Merval : une vie pour l'opérette, film documentaire de Fabrice Levillain, 2009, 50'